# Fröschenthal
Fröschenthal ist ein Gemeindeteil des Marktes Neubeuern im oberbayerischen Landkreis Rosenheim. Der Ort liegt nordöstlich des Kernortes Neubeuern an der Staatsstraße 2359.
Am nordöstlichen Rand hat der Birbetgraben seine Quelle, nordöstlich fließt der Aubach, ein rechter Zufluss des Birbetgrabens.

## Sehenswürdigkeiten
In der Liste der Baudenkmäler in Neubeuern ist für Fröschenthal ein Baudenkmal aufgeführt:
- Das ehemalige Landhaus (Rauwöhrstraße 18), das um 1900 errichtet wurde, ist ein zweigeschossiger Flachsatteldachbau mit Kniestock, zweigeschossigem Eckerker, Zierfachwerk, Hochlaube und Wandmalereien.